# Donje Pazarište
Donje Pazarište falu Horvátországban Lika-Zengg megyében. Közigazgatásilag Gospićhoz tartozik.

## Fekvése
Gospićtól légvonalban 18 km-re közúton 22 km-re északnyugatra a Kuk és az Oteš hegy közötti szoros bejáratánál fekszik.

## Története
A falu területe már az őskorban lakott volt, százhúszezer éves régészeti lelőhely található itt. Az Oteš és az Ostrovica-hegyen az azonos nevű középkori várak maradványai találhatók, melyek a 15. században a Frangepánok birtokai voltak. Donje Pazarište feletti dombon a helyi nemes Drašković család által alapított pálos kolostor és templom romjai álltak. A mai plébániatemplom eredetéről egy 1411-ben kelt oklevél számol be, mely szerint a mai falu helyén a középkorban a Donje Žažično nevű település állt, melynek Gradčina nevű magaslatán pálos kolostor és Szűz Mária tiszteletére szentelt templom volt. A Zengg-Modrusi egyházmegye 1896-os sematizmusa említi, hogy az itteni plébánosok Szent Jakab tiszteletére szentelt templomukat kloštarnak, azaz kolostornak nevezik, mert úgy tartják, hogy a helyén a pálosok kolostora állt, akik a török hódítás idején Crikvenicára települtek át. A falu népe később ennek romjaira építette fel a mai templomot. 1527-ben a vidék több mint százötven évre török megszállás alá került, lakossága elmenekült. 1689-ben a terület felszabadult a török uralom alól és a szabaddá vált területre katolikus horvátok települtek. 1696-ban Sebastijan Glavinić zenggi püspök megemlíti, hogy Pazarište, Ostrovica és Hoteš alatt négy templomrom is található. Ezek közül az egyiknek megmaradtak a falai és boltozata, de nincsen tetőzete ami oltalmazná az esőtől és a hótól. E templomban áll még a keresztelőmedence is, melyen régi felirat látható. Valószínűleg a betelepülő nép ezt építette újjá a 17. század végén plébániatemplomként. 1700-ban Martin Brajković püspök felsorolja a likai plébániákat és ebben a pazarištei plébánia már szerepel. Franjo Bach krajinai kapitány az otocsáni ezred történetéről írott művében a gornje pazarištei Mária mennybemenetele templom építését 1690-re, a donje pazarištei Szent Jakab templom építését 1700-ra teszi, megemlítve hogy utóbbi a gornje pazarištei plébánia filiája volt. Donje Pazarište 1777-ben lett önálló plébánia, de a plébániaház mát 1772-ben felépült. Pazarište eredetileg a likai határőrezredhez, 1765-től az otocsáni ezredhez tartozott. A század parancsnokságának székhelye Klanac volt. Klanacon és Gornje Pazarištén is 1834-ben nyílt meg az első iskola. A katonai határőrvidék megszüntetése után 1873-ban a települést integrálták a polgári közigazgatásba. A községközpont Klanac lett, majd 1893-ban Pazarištére helyezték át. A falunak 1857-ben 433, 1910-ben 446 lakosa volt. A trianoni békeszerződés előtt Lika-Korbava vármegye Perušići járásához tartozott. Ezt követően előbb a Szerb-Horvát-Szlovén Királyság, majd Jugoszlávia része lett. 1991-ben a független Horvátország része lett. A falunak 2011-ben 131 lakosa volt.

## Lakosság
| Lakosság változása | Lakosság változása | Lakosság változása | Lakosság változása | Lakosság változása | Lakosság változása | Lakosság változása | Lakosság változása | Lakosság változása | Lakosság változása | Lakosság változása | Lakosság változása | Lakosság változása | Lakosság változása | Lakosság változása | Lakosság változása |
| ------------------ | ------------------ | ------------------ | ------------------ | ------------------ | ------------------ | ------------------ | ------------------ | ------------------ | ------------------ | ------------------ | ------------------ | ------------------ | ------------------ | ------------------ | ------------------ |
| 1857               | 1869               | 1880               | 1890               | 1900               | 1910               | 1921               | 1931               | 1948               | 1953               | 1961               | 1971               | 1981               | 1991               | 2001               | 2011               |
| 433                | 2.009              | 1.957              | 384                | 446                | 446                | 627                | 425                | 467                | 347                | 283                | 251                | 174                | 307                | 170                | 131                |

(1869-ben és 1880-ban Kalinovača, Mala Plana, Popovača Pazariška és Aleksinica egy részének népességével együtt.)

## Nevezetességei
- Szent Jakab apostol tiszteletére szentelt plébániatemploma[4] 1700-ban épült a középkori templom romjain. 1777-től plébániatemplom, azelőtt Gornje Pazarište filiája volt. A templom keletelt, mely ősiségét mutatja. Egyhajós épület, melynek harangtornya a nyugati oldalon levő homlokzat felett áll. Az oldalsó sokszögű kápolnákat 1895-ben építették hozzá, ezáltal latin kereszt alaprajzú lett. A templom egyszerűen van kifestve. Berendezése 1906-ban egy tiroli műhelyben készült neo stílusban.

- Határában állnak Ostrovica várának romjai. A várat 1341-ben említik először, amikor Radoslaus korbáviai püspök búcsúban részesítette azokat, akik ellátogattak Ostravicába, a vár alatti Szent Miklós templomba. A 14. században királyi vár, Bužana ispánság része. 1428 előtt Frangepán Miklós zálogbirtoka lett, majd a Frangepánoké volt.